# Gorahut
Gorahut is een bestuurslaag in het regentschap Tapanuli Selatan van de provincie Noord-Sumatra, Indonesië. Gorahut telt 605 inwoners (volkstelling 2010).